# موسفلسبير
موسفلسبير (بالآيسلندية: Mosfellsbær)‏ مدينة في آيسلندا.

## توأمة
لموسفلسبير اتفاقيات توأمة مع كل من:
- Loimaa [الإنجليزية]‏
- شين
- Thisted Municipality [الإنجليزية]‏
- اوديفالا [الإنجليزية]‏

## أعلام
- غريتا سالومي ستيفونتوتير
- بيرتا ابيبا ثورهالستولدر
- هالدور لاكسنس